# Живота Старчевић
Живота Старчевић (Светозарево, 12. април 1968) је српски политичар. У Скупштини Србије је од 2020. године као народни посланик Јединствене Србије (ЈС).
Након смрти лидера странке Драгана Марковића Палме 22. новембра 2024. године, Старчевић је постао вршилац дужности лидера Јединствене Србије.

## Младост и приватна каријера
Старчевић је дипломирани географ. Радио је као наставник географије у Јагодини до 2006. године, када је постављен за начелника Наставне управе за Поморавски округ.

## Политичар

### Демократска странка Србије
Старчевић је у политику ушао као члан Демократске странке Србије (ДСС). Појавио се на 202. позицији (од 250) на комбинованој изборној листи ДСС-а и Нове Србије (НС) на српским парламентарним изборима 2008. године. Листа је освојила тридесет мандата, а он није био у скупштинској делегацији своје странке. (Од 2000. до 2011. посланички мандати у Србији су се додељивали странкама или коалицијама спонзорима, а не појединачним кандидатима, а уобичајена пракса је била да се мандати додељују по бројчаном реду. Старчевић је могао да добије место у скупштини упркос ниској позицији на листи, али до тога није дошло).
Јединствена Србија је учествовала на свим српским парламентарним изборима од 2008. године као део коалиције коју предводи Социјалистичка партија Србије (СПС). Старчевић је на парламентарним изборима 2016. добио деведесет и прву позицију на листи СПС-а и није изабран када је листа освојила двадесет девет мандата. Такође се појавио на осмом месту на листи ЈС–СПС у Јагодини на истовременим локалним изборима 2016. године и изабран је у трећи градски мандат када је листа освојила двадесет једно од тридесет и једног места.
Изборни систем Србије реформисан је 2011. године, тако да су сви посланички мандати додељени кандидатима на успешним листама по бројчаном реду. Старчевић је на парламентарним изборима 2012. године на листи ДСС-а добио шездесет прву позицију и није изабран када је листа освојила двадесет и један мандат. Реизабран је у Скупштину града Јагодине на истовременим локалним изборима 2012. године, очигледно након што је добио челну позицију на листи ДСС; коалиција ЈС поново је однела већинску победу. Старчевић је у овом периоду био потпредседник Извршног одбора ДСС-а на републичком нивоу.
На парламентарним изборима 2014. године, на којима је странка пала испод изборног цензуса за скупштинску заступљеност, промовисан је на тридесет пету позицију на листи ДСС-а. Он је поднео оставку из ДСС да би се придружио Јединственој Србији у октобру 2014, наводећи одлазак Војислава Коштунице са места лидера ДСС и лошу стратегију странке на недавним изборима.

### Јединствена Србија
Старчевић је на парламентарним изборима 2020. промовисан на седмо место на листи СПС-а и изабран је када је листа освојила тридесет два мандата. Касније је био заменик лидера посланичке групе ЈС, која је пружала спољну подршку српској администрацији коју је предводила Српска напредна странка (СНС)

#### Народни посланик
Поново је освојио седмо место на листи СПС на парламентарним изборима 2022. године и поново је изабран када је листа освојила тридесет и једно место.  Остао је као заменик лидера ЈС групе.
Старчевић је трећи пут заредом на парламентарним изборима 2023. године заузео седмо место на листи СПС-а и изабран је на трећи мандат када је листа освојила осамнаест мандата. Поново је изабран заменика лидера ЈС групе.
У јуну 2023. Старчевић је захтевао да се Раде Баста разреши из Владе Србије након што је Баста, члан ЈС, позвао да се Русија санкционише због инвазије на Украјину упркос ставовима странке. Баста је убрзо смењен са функције.
Старчевић се поново појавио на осмом месту листе ЈС за Јагодину на локалним изборима 2020. и поново је изабран када је листа освојила седамнаест од двадесет и једног мандата. Унапређен је на четврту позицију на локалним изборима 2024. и изабран је за пети мандат у градској скупштини када је листа освојила тринаест мандата.
Он је у септембру 2024. године демантовао медијске написе да Јединствена Србија раскида савез са Социјалистичком партијом и да је сам послао СМС-поруку лидеру СПС Ивици Дачићу у име лидера ЈС Драгана Марковића Палме.

#### Локална политика
Појавио се и на листи ДСС-а за Јагодину на локалним изборима у Србији 2008. године, који су одржани упоредо са парламентарним гласањем, а изабран је за градску скупштину када је листа освојила два мандата. Јагодина је главна област подршке Јединственој Србији, а локална коалиција предвођена ЈС однела је већинску победу.

## Чланство у радним телима Народне скупштине

### 12. сазив

#### Чланство у одборима
- Одбор за образовање, науку, технолошки развој и информатичко друштво                                                                (члан)
- Одбор за спољне послове                                                                (заменик члана)
- Одбор за административно-буџетска и мандатно-имунитетска питања                                                                (заменик члана)

#### Чланство у осталим радним телима и делегацијама
- Пододбор за за информатичко друштво и дигитализацију (члан)

#### Чланство у групама пријатељства
- Холандија (председник)
- Еритреја (председник)
- Аустрија
- Демократска Народна Република Кореја
- Египат
- Грчка
- Русија
- Сједињене Америчке Државе
- Турска
- Велика Британија
- Италија

### 13. сазив

#### Чланство у одборима
- Одбор за образовање, науку, технолошки развој и информатичко друштво
- Одбор за привреду, регионални развој, трговину, туризам и енергетику
- Одбор за европске интеграције
- Одбор за одбрану и унутрашње послове (заменик члана)

#### Чланство у осталим радним телима и делегацијама
- Парламентарни одбор за стабилизацију и придруживање (заменик члана)

#### Чланство у групама пријатељства
- Аустрија (председник)
- Бугарска
- Грчка
- Индија
- Немачка
- Румунија
- Русија
- Италија и Светa столицa
- Сједињене Америчке Државе
- Кина
- Уједињени Арапски Емирати
- Кипар
- Куба
- Француска
- Чешка
- Мађарска
- Шпанија
- Посланичка група пријатељства са карипским земљама (Антигва и Барбуда, Барбадос, Белизе, Доминика, Хаити, Света Луција, Сент Китс и Невис, Бахаме, Гренада, Доминиканска Република, Свети Винсент и Гренадини, Панама, Тринидад и Тобаго)
- Шведска
- Египат

### 14. сазив

#### Чланство у одборима
- Одбор за образовање, науку, технолошки развој и информатичко друштво
- Одбор за европске интеграције
- Одбор за одбрану и унутрашње послове (заменик члана)

#### Чланство у осталим радним телима и делегацијама
- Парламентарни одбор за стабилизацију и придруживање (заменик члана)
- Пододбор за спорт

#### Чланство у групама пријатељства
- Аустрија (председник)
- Бугарска
- Грчка
- Индија
- Немачка
- Румунија
- Русија
- Италија и Светa столицa
- Сједињене Америчке Државе
- Кина
- Уједињени Арапски Емирати
- Кипар
- Куба
- Француска
- Чешка
- Мађарска
- Шпанија
- Посланичка група пријатељства са карипским земљама (Антигва и Барбуда, Барбадос, Белизе, Доминика, Хаити, Света Луција, Сент Китс и Невис, Бахаме, Гренада, Доминиканска Република, Свети Винсент и Гренадини, Панама, Тринидад и Тобаго)
- Шведска
- Египат
- Демократска Народна Република Кореја